# Красніча-Воля
Красніча-Воля (пол. Kraśnicza Wola) — село в Польщі, у гміні Гродзиськ-Мазовецький Ґродзиського повіту Мазовецького воєводства.
Населення — 337 осіб (2011).
У 1975-1998 роках село належало до Варшавського воєводства.

## Демографія
Демографічна структура станом на 31 березня 2011 року:
|          | Загалом | Допрацездатний вік | Працездатний вік | Постпрацездатний вік |
| -------- | ------- | ------------------ | ---------------- | -------------------- |
| Чоловіки | 158     | 37                 | 112              | 9                    |
| Жінки    | 179     | 37                 | 117              | 25                   |
| Разом    | 337     | 74                 | 229              | 34                   |